# Americhernes longimanus
Americhernes longimanus är en spindeldjursart som beskrevs av William B. Muchmore 1976. Americhernes longimanus ingår i släktet Americhernes och familjen blindklokrypare. Inga underarter finns listade i Catalogue of Life.